# Notiomaso
Genre
Synonymes
- Micromaso Tambs-Lyche, 1954
- Perimaso Tambs-Lyche, 1954
- Beauchenia Usher, 1983
- Microsphalma Millidge, 1991

Notiomaso est un genre d'araignées aranéomorphes de la famille des Linyphiidae.

## Distribution
Les espèces de ce genre se rencontrent aux îles Malouines, en Géorgie du Sud, en Argentine et au Chili.

## Liste des espèces
Selon World Spider Catalog (version 19.5, 23/07/2018) :
- Notiomaso australis Banks, 1914
- Notiomaso barbatus (Tullgren, 1901)
- Notiomaso christina Lavery & Snazell, 2013
- Notiomaso exonychus Miller, 2007
- Notiomaso flavus Tambs-Lyche, 1954
- Notiomaso grytvikensis (Tambs-Lyche, 1954)
- Notiomaso shackletoni Lavery & Snazell, 2013
- Notiomaso spei Lavery & Snazell, 2018
- Notiomaso striatus (Usher, 1983)

## Publication originale
- Banks, 1914 : Arachnida from South Georgia. Brooklyn Institute Museum Science Bulletin, vol. 2, p. 78-79.